# 상희 (화가)
상희(商喜)는 명나라의 궁정 화가로 허난성 출신이다. 작품은 사선공수도, 세조도, 희묘도, 복록수, 사생, 명선종행락도, 관우금장도 등이 있다.